# Filips II van Spanje
Filips II (Valladolid, 21 mei 1527 – San Lorenzo de El Escorial, 13 september 1598) was heerser over Castilië en Aragón (deze grondgebieden lagen op het Iberisch schiereiland en werden samen Spanje genoemd), Napels, Sicilië, de Spaanse Nederlanden en Portugal. De grondgebieden waren in één hand gekomen door verschillende personele unies, daarom had Filips als heerser over de verschillende grondgebieden, dynastiek verschillende volgnummers. In de Nederlanden is hij het bekendst onder de naam Filips II, die verwijst naar zijn koningschap over Castilië. Ook is een gebruikelijke benaming koning van Spanje, die slechts een klein deel van de grondgebieden beschrijft waarover hij het gezag had.
Filips was ook heerser van het grootste koloniale rijk in de 16e eeuw, het Spaanse Rijk, dat in 1580 bovendien Portugal annexeerde, destijds de enige andere koloniale mogendheid. Door uitbuiting van de lokale bevolking en de plaatselijk hulpbronnen, kwam extreem veel geld beschikbaar dat vooral werd gebruikt voor oorlogsvoering. De legers van Filips trokken ten strijde tegen de islamitische Ottomanen en hij ging zich mengen in de Europese godsdiensttwisten; waartoe ook de Nederlandse Opstand gerekend wordt, hoewel daarin ook andere motieven een rol speelden.
Samen met zijn tweede echtgenote, Maria I van Engeland, was hij tot haar dood, gedurende vier jaar, ook koning van Engeland, in de hoop een katholiek troonopvolger te kunnen verwekken die zou heersen over Engeland en over de Nederlanden. Pas met zijn vierde en laatste vrouw kreeg hij de gewenste mannelijke troonopvolger.
Onder zijn bewind bereikte 'Spanje' het hoogtepunt van zijn macht, maar Filips zette zijn rijk op een spoor van economische uitputting en cultureel verval, hetgeen na zijn dood gevolgen zou hebben voor Spanjes status als grote mogendheid.

## Afkomst en jonge jaren

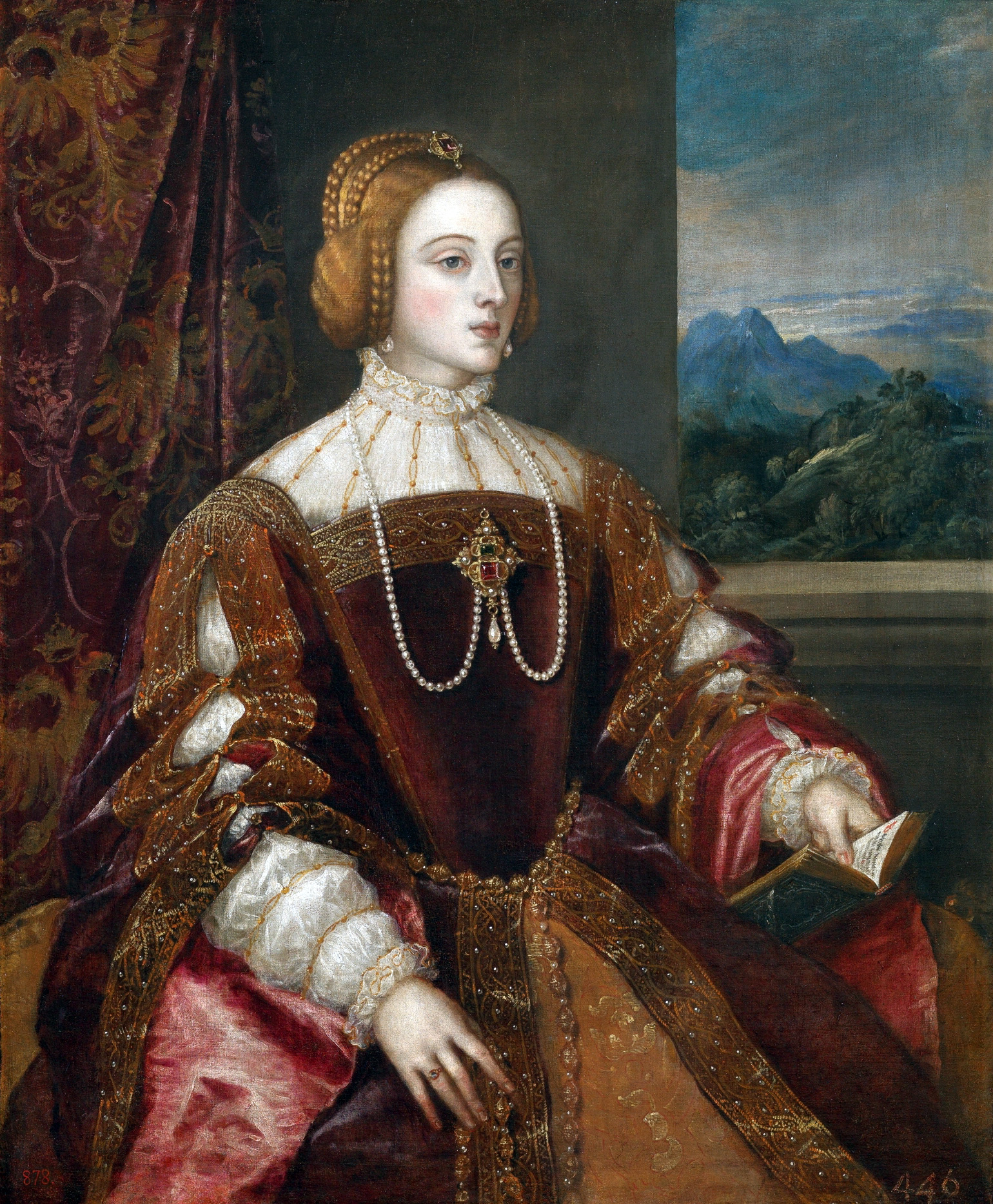
Keizerin Isabella van Portugal, moeder van Filips II, door Titiaan

Filips was de oudste zoon van keizer Karel V (als Karel I koning van Spanje) en zijn echtgenote Isabella van Portugal. Filips werd op 21 mei 1527 rond vier uur in de middag in Valladolid geboren. In juni 1528 werd zijn zus Maria geboren. Karel V bleef vier jaar weg en was niet aanwezig bij de geboorte van Ferdinand, die al vroeg stierf. Filips groeide het grootste gedeelte van zijn jeugd op zonder vader. In zijn vroege jeugd namen de 'heilige vrouwen' (beata) Doña Inés Manrique de Lara en Doña Leonor de Mascarenhas hem onder hun hoede. Niet ongebruikelijk in die tijd, waar kerkelijke instituties ook de centra van kennis en macht waren. De leiding had zijn moeder de keizerin.
Toen Filips zeven jaar was (1534) kreeg hij een leraar (maestro), Juan Martínez Guijarro (Silíceo), die hem schoolonderwijs gaf en hem goede manieren leerde. Karel V verliet het gezin weer toen Isabella zwanger was van dochter Juana. Na haar geboorte koos Karel V ervoor zijn zoon onder de 'controle van vrouwen' vandaan te halen en in 1535 een afgescheiden huishouden te maken voor Filips, onder leiding van gouverneur (ayo) Don Juan de Zúñiga y Avellanda met enkel mannelijke dienaren. Avellanda leerde hem militaire oefeningen en de hofcultuur. Avellanda was de vader van Don Luis de Requesens. Avellanda werd opgedragen de prins dag én nacht onder surveillance te houden en hij sliep dan ook in de kamer van Filips. De jonge prins vertoonde een vroegrijpe religieuze devotie, maar hield er ook van tijdens de jacht dieren af te slachten in de koninklijke parken. Het zoontje Juan stierf ook kort na de geboorte en Karel V haastte zich terug naar huis en Isabella werd voor de vijfde keer zwanger, maar ook deze zwangerschap bracht geen tweede erfgenaam. Na nog een doodgeboren kind stierf Filips' moeder op 1 mei 1539, Filips was bijna twaalf jaar.
In 1533 werd Filips ridder van het Gulden Vlies. In november 1539 vertrok Karel V naar de Nederlanden en liet Filips achter als regent van Spanje onder kardinaal Tavera, primaat van Spanje en Inquisiteur-Generaal, bijgestaan door Francisco de Los Cobos (Filips' secretaris). Zúñiga had twee jaar als enige de leiding over Filips' opvoeding en zijn religieuze leven veranderde radicaal. Zijn patroonheilige Sint Filippus werd erg belangrijk voor hem. In 1541 nam hij zijn eerste communie. Silíceo werd in 1541 vervangen door de humanist Juan Cristóbal Calvete de Estrella van 'zuiver bloed', waarmee toen bedoeld werd zonder joodse of moorse voorouders. Alvete schafte veel boeken aan en Filips leerde goed Latijn, wat de universele taal van de wetenschap, het hogere kerkbestuur en de elite was. Ook leerde hij Oudgrieks en las de werken van Homerus. 
Hij kreeg een goede opleiding en kan als een intellectueel behoorlijk ontwikkeld vorst beschouwd worden, die naast Spaans, Portugees, Latijn en Oudgrieks ook een beetje Hebreeuws en Aramees leerde, om de Bijbel in de originele talen te bestuderen.
Wat uiterlijk betreft had hij niets van een Spanjaard, met zijn blonde haren en baard, blauwe ogen en blanke huid. Hij was geboren uit een Duitse vader en Portugese moeder die op haar beurt uit Eleonara van Oostenrijk was geboren. Hij sprak geen Engels, Frans, Duits / Nederlands, zoals zijn vader, iets wat in zijn positie een handicap was.
In 1541 werd door de respectievelijke ouders een strategisch huwelijk overeengekomen tussen Filips en zijn volle nicht van zowel vaders als moederszijde, prinses Maria Emanuela van Portugal, de dochter van Karels zuster en Isabella's broer. Zij kregen in 1545 een zoon, Don Carlos van Spanje (1545–1568). Maria overleed vier dagen na de geboorte van hun zoon.

## Regent van Spanje, koning van Engeland
Vanaf 1539, na de dood van zijn moeder, trad hij in Spanje op als regent voor zijn vader, die vrijwel voortdurend op reis was in zijn uitgestrekte rijk.

Filips' zuster Juana (Johanna) nam voor hem vanaf 1554 als regentes staatszaken van Spanje waar. Twee jaar later legde ze de 'geloften van armoede, kuisheid en gehoorzaamheid' af, die vereist werden voor alle novicen van de jezuïetenorde. Ze werd het enig bekende vrouwelijke lid van de jezuïeten, onder de naam 'Mateo Sánchez'. Volgens Jonathan Wright ontving Johanna al in 1554 de zeldzame onderscheiding van 'vrouwelijke jezuïet'.

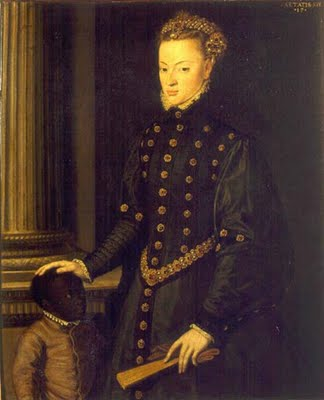
Johanna van Oostenrijk, Prinses van Portugal, Filips' zuster, regentes van Spanje tijdens zijn afwezigheid; door Cristóvão de Morais, 1551.

Filips trouwde, op bevel van zijn vader, om Engeland als bondgenoot te krijgen in de sinds 1494 voortslepende Italiaanse Oorlogen tegen Frankrijk, met de Engelse koningin Maria I (in 1554 met de handschoen en in 1555 in Londen). Hij deed dit ook om Maria een katholieke troonopvolger te bezorgen en daarmee haar protestantse jongere halfzuster Elizabeth van de troon weg te houden. Maria was het vooral om dat laatste te doen.

### Vervolging en moord van Engelse protestanten
In 1555 en 1556 verwierf dit koninklijk paar in Engeland beruchtheid met felle vervolgingen van aanhangers van de protestantse leer. Volgens Bartolomé Carranza namen koninklijke beambten, tussen februari 1555 en november 1558, meer dan 450 Engelsen in hechtenis en verbrandden hen levend. In 1556 liet ook Thomas Cranmer, aartsbisschop van Canterbury, het leven op de brandstapel. Vanaf 1559 moest aartsbisschop en inquisiteur Carranza, nota bene de 'architect van het opnieuw Engeland katholiek maken', zelf in Spanje en Rome voor de Inquisitie terechtstaan. Toen het vonnis van paus Gregorius XIII in 1576 mild was - slechts vijf jaar afzien van het primaatschap van Spanje - was Filips woedend. Carranza stierf overigens twee weken na het vonnis. De intense kettervervolging in Engeland leverde Maria Tudor de bijnaam 'Bloody Mary' op, maar had geen blijvend effect op het opkomende protestantisme. Meer dan 600 Engelse protestanten vluchtten naar het buitenland.

### Elizabeth neemt bestuur Engeland over
Filips moest in 1556 vertrekken wegens zijn verplichtingen als heer der Nederlanden en als koning van Spanje. Hij had wel Engeland als onwillige bondgenoot tegen Frankrijk gekregen, waarbij Engeland Calais zou verliezen aan Frankrijk in 1558, het jaar waarin Maria kinderloos stierf. Elizabeth was toen haar wettige erfgename. Filips had al voor Maria's dood geprobeerd Elizabeth over te halen tot een huwelijk. Om een aantal redenen ging dit niet door, zoals trouwens ook alle andere huwelijksaanzoeken aan Elizabeth. Elizabeth maakte na haar aantreden zo snel mogelijk een eind aan het bondgenootschap met Spanje tegen Frankrijk.

## Heer der Nederlanden
Na zijn neef en nieuwe zwager Maximiliaan te hebben ingewijd in Spaanse staatszaken, verliet Filips in oktober 1548 voor het eerst Spanje en vertrok op zijn 'Grand tour'. Van Valladolid naar Barcelona en per galei naar Genua, dan over land naar Milaan, Mantua, Trente, Innsbruck, München, Donauwörth, Heidelberg, Luxemburg en Brussel (aankomst 1 april 1549).
In 1549 was hij vanaf 17 maart een aantal maanden in de Nederlanden geweest, om er op uitnodiging van zijn vader met zijn toekomstige onderdanen te komen kennismaken.

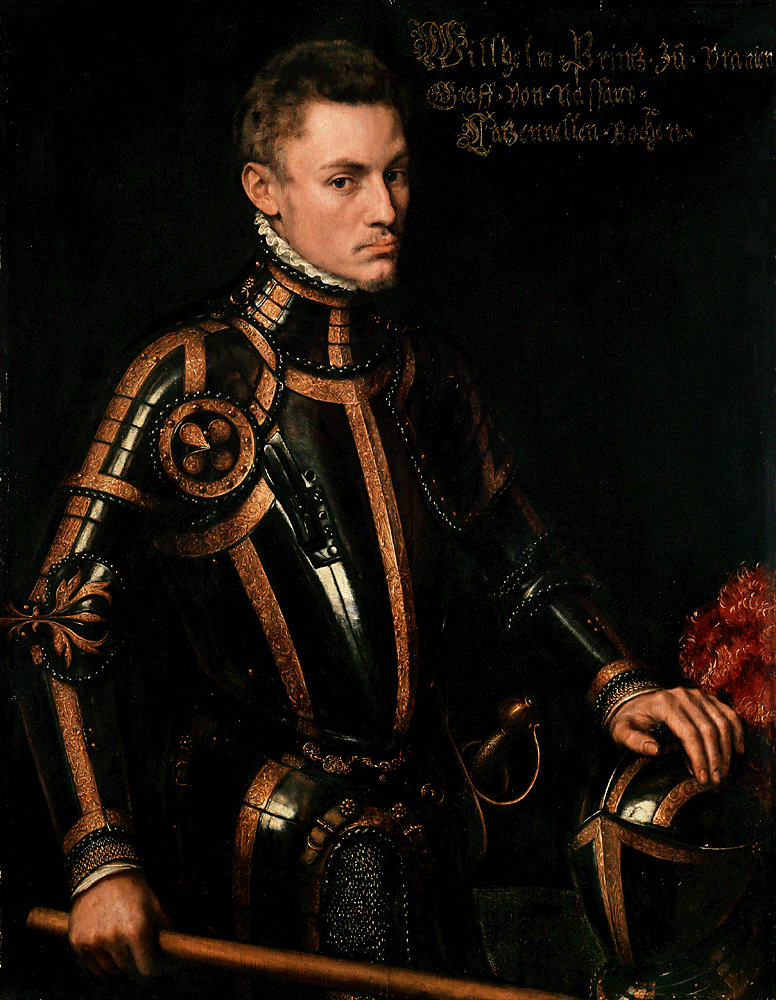
Willem van Oranje (1533-1584), geschilderd door Anthonie Mor (Antonio Moro) omstreeks 1554. Granvelle introduceerde de schilder bij Filips II, die hem in 1559 meenam naar Spanje. Oranje stichtte in 1555 de naar Filips vernoemde legerplaats Philippeville in de oorlog tegen de Fransen.

In juli en augustus 1549 bezocht Filips met zijn vader de zuidelijke provincies van de Nederlanden (Vlaanderen, Artesië, Henegouwen en Brabant; de steden: Gent, Brugge, Ieper, Gravelines, St Omer, Lille, Tournai, Douai, Arras, Cambrai, Avesnes, Binche, Mons, Soignies) en in september en oktober de noordelijke provincies (Holland, Utrecht, Overijssel en Gelderland; de steden: Mechelen, Antwerpen, Bergen, Breda, 's-Hertogenbosch, Dordrecht, Rotterdam, Den Haag, Haarlem, Amsterdam, Utrecht, Amersfoort, Kampen, Zwolle, Zutphen, Arnhem, Roermond). Tijdens zijn tour door de noordelijke provincies leerde Filips Willem van Oranje, de graven Egmont en Horne en de bisschop van Arras, Antoine Perrenot de Granvelle, kennen.
Filips bracht de winter van 1549/50 in Brussel door en was meer dan een jaar in de Nederlanden, waarna hij zijn vader vergezelde naar Augsburg. Hij verbleef daar tien maanden, at, dronk, streed in toernooien, jaagde en sprak met lutheranen, waarna hij naar Spanje vertrok, vanaf Innsbruck dezelfde weg terug.
In juni 1551 ontmoette Filips in Trente diegenen die zich verzameld hadden voor de tweede sessie van het Algemene Concilie van de Kerk (Concilie van Trente), waar een grote Spaanse delegatie aan meedeed. Velen van hen kwamen later bij Filips in dienst: dr. Martín de Velasco, bisschop Alvaro de la Quadra, broeders Alonso de Castro, Bartolomé Carranza en Diego de Chaves (Filips' biechtvader van 1578 tot 1592). In juli 1551 vertrok Filips weer per schip naar Spanje. Maximiliaan en Maria vertrokken weer naar Duitsland met hun kinderen, waaronder Anna, die later Filips' vierde vrouw zou worden.
In 1555 volgde hij zijn vader op als heer der Nederlanden. Anders dan zijn in Gent geboren en in Mechelen opgegroeide vader had hij geen persoonlijke band met de Nederlanden. Hij verfoeide merkbaar de vrijmoedigheid en ongedwongen houding van de bewoners en hun bestuurders.
Tussen Filips en de Nederlandse adel boterde het niet erg. Filips maakte liever gebruik van raadgevers die niet uit de Nederlanden kwamen zoals de Spanjaarden Ruy Gómez de Silva, de hertog van Alva en de Bourgondische Nicolas Perrenot de Granvelle, die zijn vader al zo goed gediend had. Van hen was Ruy Gómez Filips' voornaamste adviseur. Toen Filips in het najaar van 1559 naar Spanje vertrok, was geen enkele Nederlandse edelman daar echt rouwig om. Volgens een onbevestigd verhaal dat in 1680 in druk verscheen, zou hij prins Willem bij het afscheid hebben toegevoegd, nadat hij had gezegd dat de opstandigheid van de Staten hun diepere beweegredenen waren: "Niet de Staten, maar gij, gij, gij." ('No los estados, ma vos, vos, vos'). Filips ging er volgens dit verhaal dus vanuit dat Willem hem niet steunde. Ze zouden elkaar nooit meer zien.

## Koning van Spanje
De Spaanse troon verkreeg hij door troonsopvolging nadat zijn vader in 1556 als koning van Spanje afgetreden was. Daarnaast verkreeg hij Franche-Comté en grote delen van Italië, die economisch strategisch op een doorgaande handelsroute door de Middellandse Zee lagen. Hun geografische positie droeg er aan bij, dat de koning van Frankrijk, Hendrik II van Frankrijk, zich in een militair ondergeschikte positie bevond, de gebieden maakten een militaire omsingeling door de Habsburgers mogelijk.
Tijdens bijna zijn hele bewind viel zijn grootste rivaal Frankrijk ten prooi aan godsdiensttwisten (de Hugenotenoorlogen). Bij de Slag bij Saint-Quentin op 10 augustus 1557 (juliaanse kalender) werd een beslissende Spaanse overwinning behaald op Frankrijk tijdens de Italiaanse Oorlogen, die reeds tientallen jaren werden gevoerd. De oorlog werd in 1559 beslecht met de Vrede van Cateau-Cambrésis. Als onderdeel van het vredesverdrag huwde Filips met de 14-jarige dochter van de Franse koning Hendrik II, Elisabeth van Valois. Zij was eerder beloofd geweest aan Filips' destijds 14-jarige zoon Don Carlos. Omdat de zege bij Saint-Quentin op de dag van de heilige Laurentius plaatsvond, beval Filips II ter herinnering aan de overwinning de bouw van een groot paleis. Dit zou worden opgericht in de bergen van Guadarrama ten noordwesten van Madrid. Dit paleis werd in 1584 voltooid, het staat bekend als het Real Sitio de San Lorenzo de El Escorial, kortweg het Escorial.

### Splitsing Habsburgse rijk

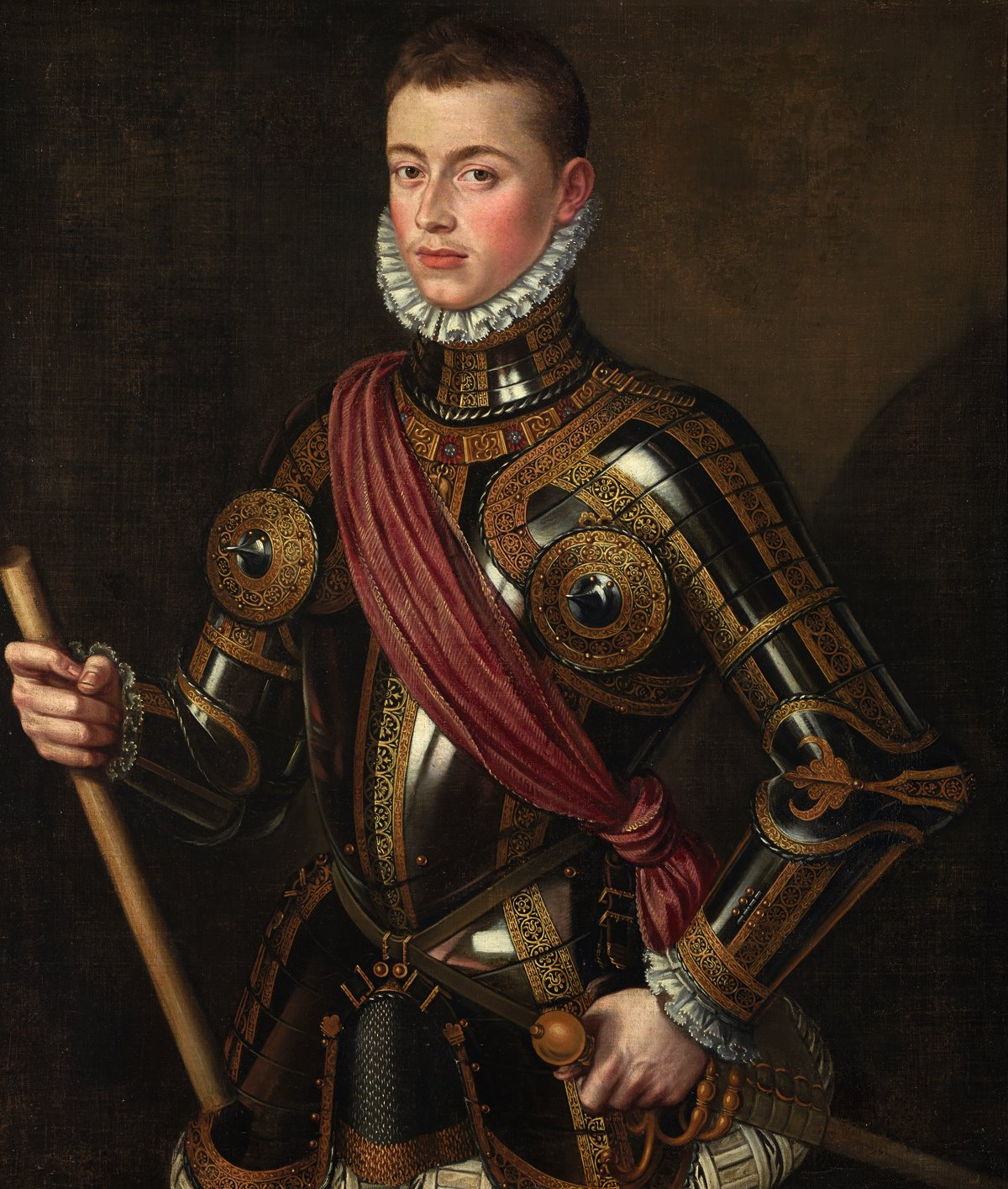
Don Juan, Filips' halfbroer, in 1567, door Alonso Sánchez Coello

Na de dood van Karel V in 1558 splitste het uitgebreide Habsburgse Rijk zich in tweeën en vielen de Duitse en Oostenrijkse gebieden toe aan zijn oom, keizer Ferdinand I, die de Duitse tak van de Habsburgse Huis voortzette. Er was een anti-Filips lobby ontstaan onder de naam Liga van Heidelberg. Filips werd namelijk door veel Duitse keurvorsten te Spaans en te katholiek bevonden. Van Ferdinand, hoewel ook katholiek, kon verwacht worden dat hij het relatief tolerante godsdienstbeleid in de geest van de Godsdienstvrede van Augsburg zou voortzetten. Het streven van Karel V om zijn Spaanse en Duitse gebieden onder één keizerskroon te verenigen was hiermee mislukt.

### Halfbroer
Na het overlijden van zijn vader in 1558 kwam Filips te weten dat hij een halfbroer had, van twaalf jaar oud, verwekt door zijn vader bij Barbara Blomberg, destijds de jongedochter van een beambte van Regensburg. Deze 'Jerónimo', was door pleegouders Luis Quijada en Doña Magdalena de Ulloa in Spanje opgevoed en werd door Filips in juli 1559 anoniem tot ridder van het Gulden Vlies benoemd. Ze ontmoetten elkaar voor het eerst in 1561 en zijn halfbroer zou voortaan Don Juan van Oostenrijk heten en Filips nam hem op in zijn hofhouding. Filips zou hem later als landvoogd naar de Nederlanden sturen, waar hij op 31-jarige leeftijd aan tyfus overleed.

### Bestrijding protestantisme in Spanje

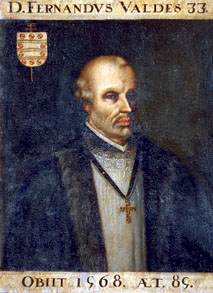
Fernando de Valdés y Salas, Inquisiteur-generaal

Filips verliet de Nederlanden op 25 augustus 1559 met spoed, want het ging volgens zus en regentes Johanna niet goed in Spanje: het protestantisme had ook in Spanje wortel geschoten, onder meer in Sevilla en Valladolid. Daarnaast heerste er veel spanning onder de bevolking door hoge belastingheffing, ontwrichte handel en slechte oogsten en was de staat in geldnood. Toen Filips in Valladolid aankwam, was vier dagen eerder, op 4 september 1559, het 'proces van de eeuw' begonnen: de inquisiteur Bartolomé Carranza stond zelf terecht voor de Inquisitie onder leiding van Inquisiteur-generaal Fernando de Valdés y Salas. Om de ketterij in het land uit te roeien en wegens persoonlijke haat jegens Carranza, had Valdés de paus om speciale bevoegdheden gevraagd om maatregelen tegen bepaalde geestelijken te kunnen nemen. Die werden ervan verdacht verboden literatuur, als de lutheraanse bijbel, in huis te hebben of contacten met protestanten te onderhouden. Filips had al op 26 juni 1559 aan de Suprema (Hoge Raad van de Inquisitie) zijn goedkeuring moeten geven aan Carranza's arrestatie. Carranza's arrestatie maakte slechts een klein deel uit van een uitgebreid programma van Valdés om het Spaanse intellectuele leven te controleren. In april 1559 vaardigde Valdés het bevel uit 'dat niemand, geen universiteit of college' voortaan een oordeel of mening kon uitgeven 'over welk boek of onderwerp ook zonder eerst dat oordeel of die mening te onderwerpen aan de adviesraad van de Inquisitie.' Valdés kondigde af dat er bijna 700 boeken zouden worden verboden, die op de lijst stonden van de 'Catalogus', die hij had laten opstellen. In november 1559 tekende Filips een laatste maatregel, die Valdés had voorbereid, om de ketterij met wortel en tak uit te roeien: een proclamatie waarbij het de Spanjaarden verboden werd 'dit land te verlaten om te studeren, te onderwijzen, te leren, aanwezig te zijn, te verblijven in welke buitenlandse universiteit, school of college dan ook.' De maatregelen zorgden ervoor dat het protestantisme in Spanje niet kon worden gepraktiseerd, er waren geen 'lutheraanse cellen' meer en er was weinig ketterse literatuur in omloop. Na 1559 was Spanje 'in quarantaine ten opzichte van de rest van de wereld: zonder uitdrukkelijke goedkeuring van de Inquisitie, konden er geen ideeën binnenkomen en kon geen geleerde of beursstudent naar buiten'. Niemand, geestelijke of leek, kon nog veilig een mening uiten over religie.

### Intriges aan het hof

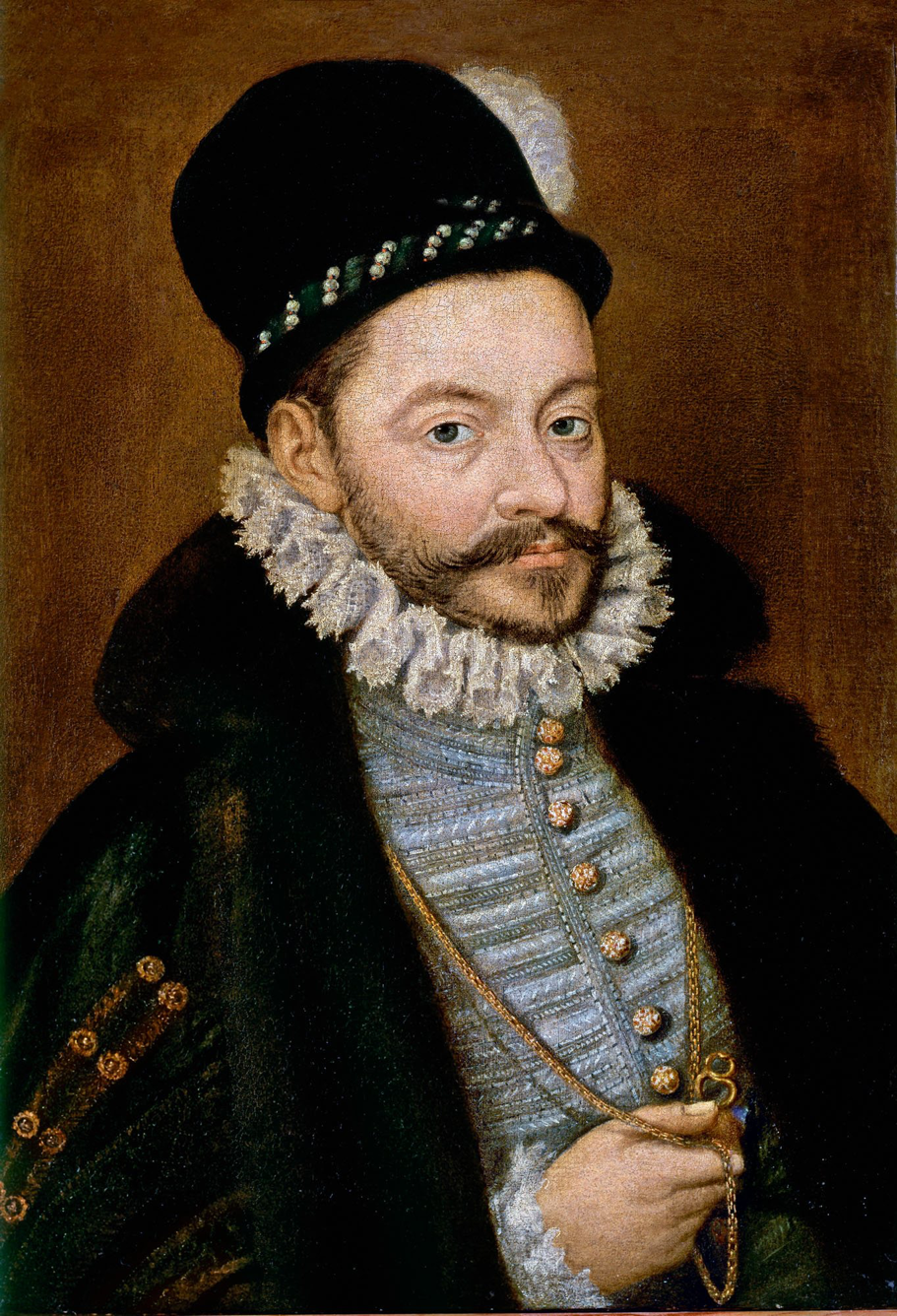
Antonio Pérez, de secretaris van Filips II

Carlos, de oudste zoon van Filips bij zijn eerste vrouw, kwam onder mysterieuze omstandigheden in 1568 in een gevangenis terecht en na zes maanden overleed hij. De meeste versies van wat er gebeurd was, waren terug te voeren tot de Apologie van Willem van Oranje, volgens welke Filips zijn zoon en erfgenaam op een onnatuurlijke manier vermoord had, en Diogenes, het anonieme gedicht voor de Franse koning, waarin werd voorgesteld dat Don Carlos verliefd was geworden op zijn stiefmoeder Isabella, Filips' derde vrouw, en Filips hen daarom beide had omgebracht. De Engelse ambassadeur John Man wist nog te melden dat Don Carlos op bevel van zijn vader vergiftigd zou zijn.
Wat weten we over de dood van Don Carlos? Volgens een andere versie van het verhaal leed de zoon van Filips II aan mentale gezondheidsproblemen. Gedurende 1567 vertoonde Carlos blijken van emotionele instabiliteit, en werd hij bij vlagen gewelddadig.
Hoewel Filips II Carlos aanvankelijk beloofde om in 1559 over de Lage Landen te heersen, realiseerde Filips zich dat zijn zoon niet in staat was om machtsposities op zich te nemen. Filips kwam zijn belofte niet na en kende de positie van Gouverneur van de Nederlanden toe aan de Hertog van Alva. Carlos was hier woedend over en probeerde de hertog aan te vallen, maar hij werd snel in bedwang gehouden.
Net voor middernacht op 17 januari 1568 drong Filips II, in harnas en met vier raadsheren, de slaapkamer van Don Carlos binnen in het Alcázar van Madrid waar ze hem arresteerden, zijn papieren en wapens in beslag namen en de ramen dichtspijkerden. Wellicht was de arrestatie een gevolg van een vermeende intrige van de prins met Nederlandse edelen.

Filips probeerde de gevangenschap van Carlos te rechtvaardigen zonder de geestelijke toestand van de prins te onthullen. Dit voedde speculaties over de dood van de prins. In juli was Carlos door zijn hongerstakingen "verschrikkelijk mager" geworden. Op 24 juli 1568 stierf de prins in zijn kamer, wellicht als gevolg van verhongering. Volgens Encyclopedia Britannica Is er geen historisch bewijs dat Filips II verantwoordelijk was voor een executie, ondanks de mysterieuze omstandigheden van de dood. Zijn dood werd gebruikt als een van de kernelementen van de Spaanse Zwarte Legende in de Nederlanden, die gebruikt werd om een opstand tegen de koning te rechtvaardigen, wat vervolgens de Tachtigjarige Oorlog veroorzaakte.
Een ambassadeur meldde over Filips dat hij aan dezelfde kwaal als zijn vader leed, namelijk achterdocht. Van deze eigenschap werd door zijn ondergeschikten dankbaar gebruik gemaakt. Zo wist staatssecretaris Antonio Pérez zijn koning ervan te overtuigen dat zijn voormalige minister van financiën, Juan de Escobedo, complotteerde met Juan van Oostenrijk om een staatsgreep te plegen in Spanje. Filips II gaf dan ook zijn goedkeuring om Escobedo op straat te laten vermoorden, wat op 31 maart 1578 plaatsvond.

### Spaanse koloniale rijk
Als koning van Spanje kreeg Filips het Spaanse koloniale rijk. Spanje en Portugal hadden toen nog als enige Europese mogendheden koloniën, die toen alleen al dankzij de goud- en zilvervloten uit Centraal- en Zuid-Amerika zeer winstgevend waren. De opgevoerde belastingdruk in de Nederlanden maakte deel uit van een omvangrijke strategie om de bronnen van al het gebied van Filips aan te spreken. In 1568 kreeg Diego de Espinosa de taak daarvoor een comité op te richten, de Junta Magna, die met religieuze zaken begon: introductie van provinciale raden, episcopale visitaties, nieuwe diocesen met seminaries, volgens de aanbevelingen van het Concilie van Trente. Met deze initiatieven van de junta kreeg Madrid haar gebieden in de Amerika's nog steviger in handen en bleven ze Spaans tot in de 19e eeuw en tot aan de moderne tijd katholiek. Dit is volgens Parker Filips grootste prestatie en langst durende nalatenschap.

### Leger
Filips kon vooral in de eerste helft van zijn 42-jarige bewind het beste leger van Europa op de been houden en dus de machtigste man van Europa zijn, zoals zijn vader Karel V ook was geweest. Spanje was ook de grootste maritieme mogendheid van de 16e eeuw en moest dat ook zijn, om het koloniale rijk bijeen te kunnen houden en uit te breiden. Zelfs de rampzalige expeditie van de Armada van 1588 heeft die positie niet wezenlijk veranderd.
| Gelderse munt uit 1566 |
| Gelderse 1/5 Philipsdaalder, geslagen in 1566. Voorzijde: PHS.D.G.HISP.Z.REX.DVX.GEL / Borstbeeld van Philips II naar rechts Keerzijde: DOMINVS MIHI ADIVTOR / Gekroond wapen op Bourgondisch kruis tussen twee vuurijzers |

### Etnische zuivering
Naast de 'Junta Magna' was er nog een comité opgericht, beiden voorgezeten door Diego Espinosa y Arévalo, om uniformiteit onder de onderdanen te kweken. Dit tweede comité, opgericht in 1566, zocht een 'oplossing' voor de ca. 400.000 'Morisco's' in de koninkrijken Aragon, Valencia en Granada en in de Alpujarras. In 1526 had Karel V de Mandatos ingesteld om de Morisco's te bekeren tot het christendom, maar in ruil van betaling had hij de decreten veertig jaar uitgesteld. Het uitstel liep af in 1566 en al was er een Ottomaanse aanval op handen en was er rebellie in de Nederlanden en 'Nieuw Spanje', Filips weigerde het nogmaals te verlengen. In het Arabisch en Castiliaans werd de proclamatie uitgevaardigd dat de decreten van 1526 zouden gaan gelden: alle Morisco's moesten van hun kleding, taal, gebruiken en religieuze praktijken binnen een jaar afzien, anders volgden boetes en opsluiting.
Dit leidde op 24 december 1568 tot de Morisco Opstand. Filips stelde Don Juan aan om leiding te geven aan zowel militaire operaties op het platteland als de deportatie van alle Morisco's uit de stad Granada. Veel Morisco's vluchtten naar de Alpujarras en daar sloten 4000 vrijwilligers uit Noord-Afrika zich bij hen aan. Filips moest veteranen uit Italië terugroepen en in 1570 werd de opstand definitief neergeslagen. Na de oorlog nam Filips het land van de gedeporteerden in beslag en er werd een nieuwe raad opgericht om het land opnieuw te bevolken. In 1598 hadden ongeveer 60.000 immigranten zich gevestigd in 250 Granadese gemeenschappen. Deze etnische zuivering gaf blijk van Filips' visie en macht: geen andere westerse heerser had de migratie van zoveel mensen in zo'n korte tijd kunnen coördineren.

## Koning van Portugal
In 1580 kon Filips, met een beroep op zijn Portugese moeder en eerste gemalin, zich mengen in de opvolgingscrisis in Portugal, en met enige moeite dit land met de bijbehorende koloniën verwerven, wat zijn slagkracht nog verder vergrootte.

## Economie en bestuur

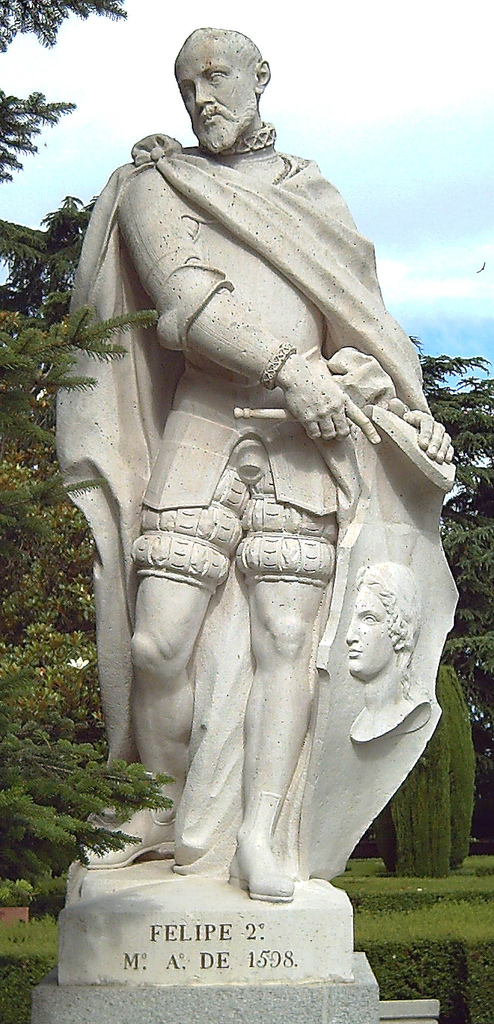
Standbeeld uit 1753 van Filips II in Madrid

De aanhoudende oorlogen en de financiële problemen eisten vanaf de jaren 1570 hun tol; het Spaanse leger was over zijn hoogtepunt heen.
Behalve de militaire problemen speelden hierbij ook de politieke en economische inrichting van Spanje een rol. Spanje kende geen centrale regering, maar alleen regionale regeringen, die de instructies van de koning uitvoerden. Filips II had in principe de absolute macht in zijn rijk, maar hij had de neiging zich te veel met details bezig te houden, ten koste van de grote lijnen. Hierdoor verliep het dagelijks bestuur niet efficiënt.
Het economische beleid had ernstige tekortkomingen: de landbouw werd verwaarloosd, waardoor Spanje afhankelijk werd van import, die betaald werd met het uit Amerika geïmporteerde goud en zilver, terwijl de adel en kerk vrijgesteld bleven van belasting. Dit leidde tot hyperinflatie.
Het uitzetten van joden en Moren, waardoor Spanje geschoolde vaklui en handelslieden verloor, deed de economie ook geen goed. Spanje hield wel de façade van een grote mogendheid op, maar leed aan intern verval.
Ter zee kreeg Spanje te maken met opkomende maritieme mogendheden Engeland en de Republiek der Zeven Verenigde Nederlanden.

## Geloof als motivatie voor zijn beleid
Zoals veel van zijn tijdgenoten was Filips II overtuigd van de goddelijke oorsprong en voorzienigheid inzake het koningschap, maar meer nog dan andere machthebbers van zijn tijd zette hij zich in voor godsdienstige kwesties, in zijn geval voor het verdedigen van de katholieke kerk tegen zowel de toen zeer machtige en expansieve islamitische Ottomanen als tegen het opkomende protestantisme.
Filips II zag zichzelf onder andere als de leider van de contrareformatie, de reactie van de Rooms-Katholieke Kerk op het opkomende protestantisme in Europa. Voor Filips II bestond er geen verschil tussen de belangen van de katholieke Kerk en die van Spanje. Hij trok daarbij een hardere lijn dan zijn vader, die aan het eind van zijn bewind in het Duitse deel van zijn rijk bij de Vrede van Augsburg het beginsel cuius regio, eius religio had moeten accepteren, waarbij een lokale machthebber in het eigen gebied zijn (of haar) eigen protestantse of katholieke religie aan de onderdanen mocht opleggen. Filips bestreed niet alleen in zijn eigen rijk elke afwijking van het katholicisme, maar probeerde ook daarbuiten herhaaldelijk protestantse vorsten en troonpretendenten ten val te brengen om zo hun land te kunnen behouden voor het katholieke geloof.
Zijn angst om eventuele misstappen te moeten verantwoorden voor God, maakte dat hij iedere kwestie haarfijn bestudeerde, waarbij zijn raadgevers belangrijke invloed op zijn beleid konden uitoefenen. Dit leverde hem de bijnaam 'Rey prudente' (= voorzichtige koning) op, maar het werkte vertraging in de hand, terwijl de 16e-eeuwse communicatiemiddelen toch al ontoereikend waren om zijn rijk, niet alleen in verschillende delen van Europa, maar ook in Noord- en Zuid-Amerika en Zuidoost-Azië onder controle te houden.
Zijn toewijding aan het katholicisme en de groeiende rijkdom uit de koloniën deden Filips II steeds meer inzetten op koloniale expansie, die nodig was om zijn inmenging in allerlei Europese godsdienstoorlogen te bekostigen. Ondertussen verwaarloosde hij echter de economische ontwikkeling van zijn eigenlijke machtsbasis, het Iberisch Schiereiland. Spanje kon zich desondanks het beste leger in Europa veroorloven en had een betrekkelijk stabiele, machtige regering, terwijl openlijke godsdiensttwisten zoals in Frankrijk, Duitsland en de Nederlanden geen kans kregen. De macht van Spanje breidde zich in zijn beginjaren steeds verder uit.

## Buitenlandse oorlogen

### Oorlog met het Ottomaanse Rijk

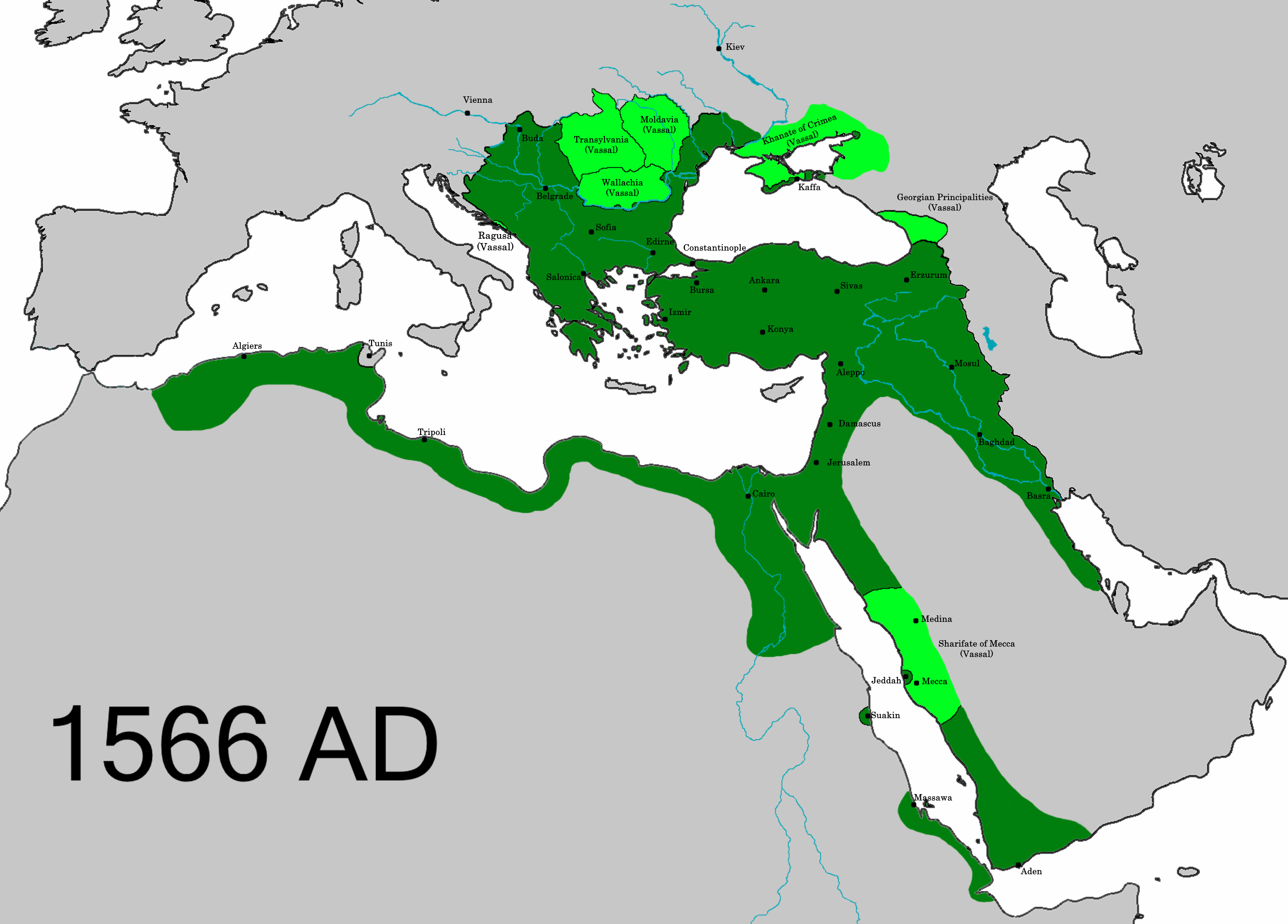
Het Ottomaanse Rijk ten tijde van het overlijden van Suleyman de Prachtlievende (1566)

Slag bij Lepanto, 1571

Niet alleen het katholieke Spaanse Rijk, maar ook het islamitische Ottomaanse of Turkse Rijk stond destijds op het hoogtepunt van zijn macht. In 1558 hadden de Ottomanen de Balearen veroverd en geplunderd en deden zelfs aanvallen op de Spaanse kust. De zuidkust van de Middellandse Zee en de Balkan waren in de decennia daarvoor al grotendeels veroverd; vooral de Balkan kon nu worden gezien als springplank naar (Spaans) Italië.
Vanuit Brussel gaf Filips zijn schepen bevel in Sicilië te verzamelen om in juni 1559 onder leiding van de hertog van Medinaceli, onderkoning van Sicilië, Tripoli terug te veroveren. Dit besluit, een 'catastrofale misrekening', trok Filips' landen in een kostbare oorlog die meer dan 18 jaar zou duren. De Turken waren bijtijds ingelicht en Medinaceli vertrok pas in februari 1561 met Filips' elitetroepen, maar hij moest zich terugtrekken op het eiland Djerba, waar hij door de Turken werd omsingeld. Zonder tijdige hulp moest hij zich uiteindelijk overgeven aan Suleyman. Filips trok daarop 3000 Spaanse veteranen terug uit de Nederlanden om dit verlies op te vangen. In 1563 belegerden de Ottomanen het Spaanse Oran en Filips wist Oran te bevrijden en zelfs in 1564 een buitenpost bij Algiers in te nemen, maar tegen zeer hoge kosten. In 1565 kwam Suleyman met 200 schepen en 20.000 Ottomaanse krijgers naar Malta, het eiland van de Ridders van Sint Johannes. Het werd Filips' topprioriteit hen te ontzetten.
Na de Ottomaanse verovering in 1571 van Cyprus op de Venetianen kreeg paus Pius V het eindelijk voor elkaar dat een 'Heilige Liga' zich effectief te weer ging stellen, waarbij Filips II zich opwierp als verdediger van het christelijke Europa tegen de islam.
Op 7 oktober 1571 bracht de vloot van Spanje en een aantal Zuid-Europese bondgenoten, gecommandeerd door Juan van Oostenrijk, een halfbroer van Filips, de Ottomanen bij Lepanto aan de westkust van Griekenland een zware nederlaag toe. Dit is nog steeds een van de grootste zeeslagen uit de geschiedenis, die tot op de huidige dag in katholieke landen herdacht wordt met het luiden van het Angelus. De zege werd evenwel niet volledig uitgebuit omdat de Liga vrij snel weer uit elkaar viel wegens interne tegenstellingen. Het zou nog ruim een eeuw duren voordat het Ottomaanse Rijk definitief op de terugtocht werd gedwongen. Spanje kampte inmiddels met een ander probleem in Europa: de Opstand in de Nederlanden.

### Opstand in de Nederlanden
Sinds Filips' definitieve vertrek uit de Nederlanden in 1559 was de politieke situatie daar steeds verder verslechterd. Filips kon de aartsbisschop van Mechelen, Granvelle, niet langer handhaven als hoogste raadsheer van de toenmalige landvoogdes, Filips' halfzuster Margaretha van Parma en riep hem in 1564 voorgoed terug. Hij werd door de Nederlandse edelen en de Staten-Generaal te veel gezien als zetbaas, die namens de koning aan de touwtjes trok, naast de onervaren Margaretha.

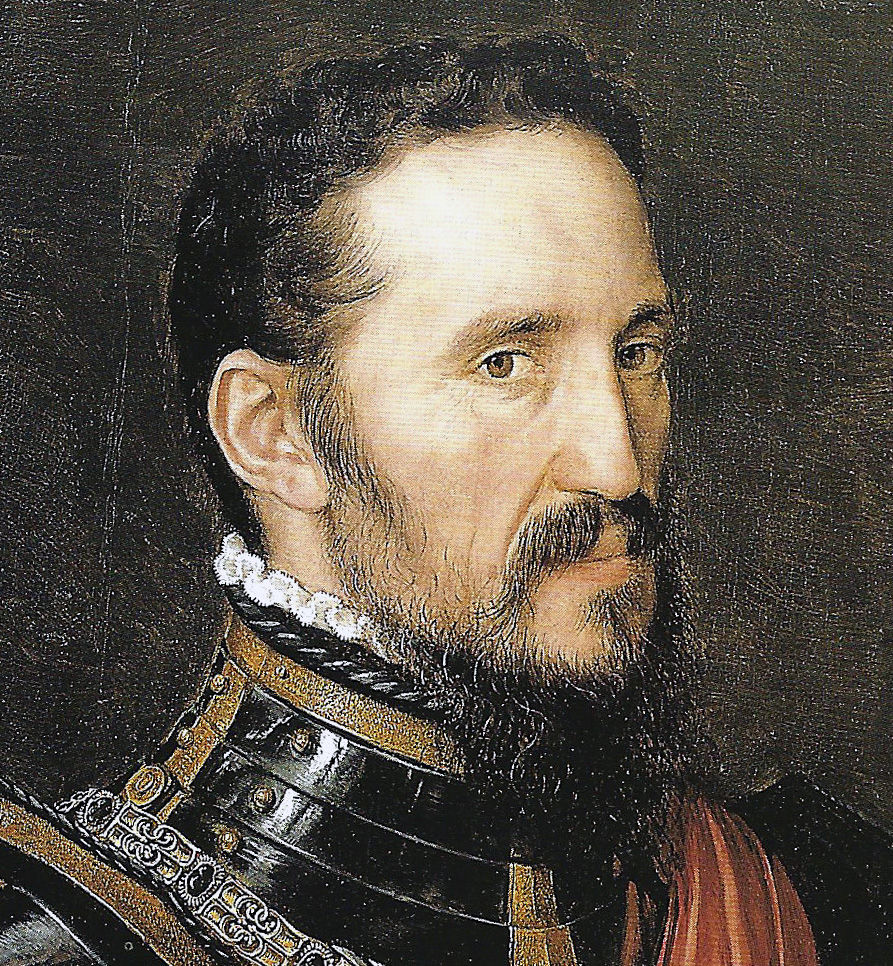
Fernando Álvarez de Toledo (Alva), door Anthonis Mor van Dashorst

Het ging de edelen echter niet in de eerste plaats om de persoon Granvelle, maar om de hoge belastingdruk, de inbreuken op de traditionele bevoegdheden van de gewesten en om de al uit de tijd van Karel V daterende anti-ketterse plakkaten. Vooral in Vlaanderen, maar ook in Zeeland en Holland in de Noordelijke Nederlanden had het protestantisme flink wortel geschoten. Filips probeerde in zijn brieven uit het bos van Segovia in oktober 1565 duidelijk te maken dat hoop op verzachting van de anti-ketterse maatregelen ijdel was. Deze brieven, gedateerd 17 tot 20 oktober 1565, waren brieven van de hand van koning Filips II vanuit zijn jachtpaleis El Bosque (het Paleis van Valsaín in de buurt van Segovia) aan landvoogdes Margaretha van Parma in antwoord op de door Egmont overgebrachte verzoeken van de hoge adel. In 1566 werd na de aanbieding van het Smeekschrift der Edelen de kettervervolgingen in de Nederlanden opgeschort. Hiermee is ook de ergste repressie van de inquisitie in de Nederlanden voorbij. Hierdoor braken het doperse en het calvinistische protestantisme door in het publieke leven, in de vorm van massaal bezochte hagenpreken en op gewelddadige wijze in de vorm van de beeldenstorm.

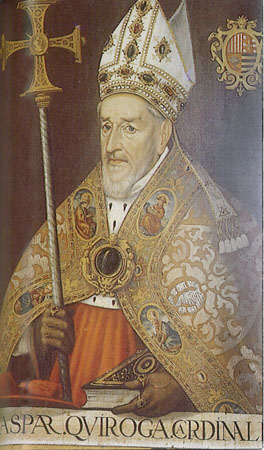
Groot-Inquisiteur Quiroga (1512-1594)

Daarop stuurde Filips II de reeds geduchte hertog van Alva om orde op zaken te stellen. Tegen het keiharde optreden van Alva brak al spoedig fel protest uit. Margaretha van Parma trad zelfs uit protest af en vertrok naar Italië, waarna Alva tot landvoogd werd benoemd. De graven Egmont en Horne, twee der voornaamste edelen, werden onthoofd op de markt in Brussel en Willem van Oranje ontsnapte maar net op tijd naar Duitsland, net als vele andere edelen. De combinatie van enerzijds militaire en godsdienstige repressie en anderzijds een verzwaring van de belastingen (de "Tiende Penning") verhardde de tegenstellingen alleen maar; zelfs veel katholieken keerden zich tegen het bewind. Vanaf 1568 was de Nederlandse Opstand een feit en deze zou uitlopen op de Tachtigjarige Oorlog. Het harde optreden van Alva in de Nederlanden kon ook niet op de goedkeuring rekenen van Filips II en deze zou hier later over hebben opgemerkt dat de hertog van Alva hem de Nederlanden had gekost.
Tijdens het bewind van Don Juan als landvoogd van de Nederlanden dienden drie ministers in Spanje als het enige klankbord voor Filips II: Antonio Pérez, Inquisiteur-Generaal Quiroga en Los Vélez. De ambtenaren van Pérez ontcijferden alle binnenkomende brieven uit Noord-Europa.
De Opstand had in de Noordelijke Nederlanden in 1581 vaste politieke vorm gekregen en dat leidde in dat jaar tot het Plakkaat van Verlatinghe, waarmee de noordelijke Staten-Generaal Filips II ‘verlaten’ (afgedankt) verklaarde van zijn macht. Hij werd hiermee ook niet langer erkend als graaf van Holland. Willem van Oranje, de inspirator van de Opstand, op wiens hoofd Filips een prijs had gezet, werd in 1584 door Balthasar Gerards vermoord. In 1598, het jaar van zijn dood, tekende Filips II de Akte van Afstand, waarmee hij zijn dochter Isabella van Spanje en haar man groothertog Albrecht van Oostenrijk het landvoogdijschap der Nederlanden als bruidsschat meegaf, hoewel dit in feite slechts de Zuidelijke Nederlanden betrof. Deze Akte was overigens geen afstand van soevereiniteit; de Spaanse koning bleef de bevoegdheid houden opvolgers voor de landvoogd te benoemen.

### Oorlog met Engeland
Na de dood van zijn echtgenote Maria Tudor in 1558 was de verhouding met Engeland steeds verder verslechterd; niet alleen wilde haar halfzus Elizabeth I van Engeland niet met hem trouwen, zij bevorderde ook het protestantisme in haar eigen land; bovendien eisten Engelse kapers een zware tol van de Spaanse scheepvaart op de koloniën. De katholieke Schotse koningin Maria Stuart was door Maria Tudor in haar testament aangewezen als haar opvolger op de Engelse troon. Maria Stuart werd ook door Filips geschikt geacht om Elizabeths troon erbij te nemen. Zij kwam echter in eigen land ten val vanwege haar rampzalige keuzes van huwelijkspartners en moest daarom in 1568 naar Engeland vluchten en bescherming vragen aan haar aartsrivale Elizabeth. In 1585 brak de Spaans-Engelse Oorlog uit, waarvan noch Filips noch Elizabeth het einde zouden meemaken. Deze oorlog werd aanvankelijk vooral ter zee uitgevochten.
De executie van Maria Stuart in 1587, in opdracht van Elizabeth wegens staatsgevaarlijke intriges, alsmede Elizabeths steun in dat jaar aan de Nederlandse Opstand, brachten Filips II ertoe om een invasie in Engeland te wagen. Als Engeland eenmaal op de knieën was gedwongen, zou met de opstandelingen in de Nederlanden afgerekend kunnen worden. Met een enorme vloot, de Armada, stuurde hij in 1588 een groot leger naar Engeland, waarbij eerst de Hertog van Parma met zijn leger vanuit de Zuidelijke Nederlanden opgehaald moest worden ter versterking van de soldaten aan boord. Na een geslaagde landing zou het Engelse landleger weerloos zijn tegen zo'n overmacht. De Armada leed echter door ongunstige wind, ineffectieve tactiek van een onervaren admiraal en weinig geoefende kanonniers een nederlaag in de slag bij Grevelingen en kon niet eens Parma's troepen laten inschepen. Van een invasie in Engeland kwam niets terecht en hoogstens een derde van zijn schepen en manschappen keerde, na een rampzalige tocht om Schotland en Ierland naar Spanje terug. Elizabeths positie was in haar eigen land door deze externe dreiging sterker dan ooit. Filips nam de verantwoordelijkheid voor deze mislukking op zich en strafte zijn bevelhebbers nauwelijks. Hij zag de nederlaag als Gods straf voor zijn slechte levenswandel en ook in Engeland en in de Nederlandse Republiek werd Gods hand hierin gezien. Er werden daar herdenkingspenningen geslagen met het opschrift: 'Gods adem heeft hen verstrooid'. Twee andere invasievloten, in 1596 en 1597, bereikten door slecht weer evenmin hun doel.

### Annexatie van Portugal
In 1580 ontstond in Portugal een opvolgingsprobleem, omdat de koninklijke familie van Portugal uitstierf. Filips' moeder was een Portugese prinses en Filips benoemde zichzelf op grond daarvan tot koning van Portugal. Dit werd in eerste instantie door de Portugese bevolking niet geaccepteerd, waardoor Filips II overging tot een invasie en bezetting van het land. Hij zette met succes de toen al oude 'ijzeren hertog' van Alva voor de laatste maal in. Deze won de Slag bij Alcantara. Portugal zou 60 jaar deel uitmaken van het Spaanse Rijk. De annexatie van Portugal leverde nieuwe koloniën en rijkdommen op, waardoor de financiële problemen van Filips enigszins verlicht werden.

### Interventie in Frankrijk
Vanaf augustus 1589 mengde Spanje zich in de Hugenotenoorlogen in Frankrijk, omdat daar de protestant Hendrik van Navarra zich na de moord op Hendrik III van Frankrijk als wettig erfgenaam had uitgeroepen tot koning Hendrik IV en Parijs belegerde. Filips' beste veldheer, Alexander Farnese, de hertog van Parma, werd uit de Nederlanden weggeroepen om Parijs te ontzetten. Dat deed hij ook, maar raakte later gewond en stierf te Atrecht in 1592. Filips schoof in 1593 zijn eigen dochter Isabella van Spanje, die een Franse moeder had, naar voren als pretendent voor de Franse troon. Dit viel echter in slechte aarde en Hendrik IV bekeerde zich enkele maanden later tot het katholicisme om zich aanvaardbaar te maken als koning. Zodoende kon hij het binnenlandse religieuze conflict omzetten in een bilateraal conflict met Spanje. In 1595 verklaarde hij openlijk de oorlog. Pas in het jaar van Filips' dood, 1598, werd in Frankrijk met het Edict van Nantes een religieus compromis bereikt, waarmee een eind kwam aan de Hugenotenoorlogen. Daarmee kwam ook een eind aan de Spaanse en de Engelse interventie.

## Nalatenschap
Aan het einde van zijn leven had Filips II maar weinig van zijn doelen bereikt. Hij had de Ottomanen weerstaan, maar geenszins uitgeschakeld; Frankrijk was een katholieke mogendheid gebleven, maar werd geregeerd door de in religieus opzicht notoire opportunist, Hendrik IV. Bij zijn (tweede) bekering in 1593 tot het katholicisme werden hem de gevleugelde woorden "Parijs is mij wel een mis waard" toegeschreven, terwijl hij een zekere godsdienstvrijheid aan de protestanten bleef gunnen. Door Filips' interventie in Frankrijk was hem de kans ontglipt af te rekenen met de protestantse opstandelingen in de Nederlanden.
Bij de katholieke Engelse koningin Maria Tudor, ook bekend als Bloody Mary, had hij geen Engelse troonopvolger kunnen verwekken, wat aanzienlijk heeft bijgedragen aan de overwinning van het protestantisme in Engeland; na de ramp met de Armada in 1588 begonnen Engeland en de Republiek der Zeven Verenigde Nederlanden zich te ontwikkelen tot wereldwijde maritieme mogendheden, die niet alleen weigerden zich te bekeren, maar bovendien zijn koloniën en scheepvaartroutes bedreigden. Zijn overgebleven Zuidelijke Nederlanden werden door de nieuwe Republiek der Nederlanden geplaagd met een blokkade van de haven van Antwerpen, terwijl Frankrijk vanuit het zuiden een potentiële dreiging vormde.
Toch zijn er ook successen te melden. De vereniging van de Portugese en de Spaanse troon, waardoor zijn koloniale rijk enorm werd uitgebreid, zou 60 jaar stand houden en het Spaanse koloniale rijk zou nog tot in de 19e eeuw het grootste ter wereld blijven, waardoor het katholicisme in Latijns-Amerika en in de Filipijnen vaste voet aan de grond kreeg en het Spaans een wereldtaal werd.
Wat hij zelf ongetwijfeld ook als een succes heeft beschouwd, was de afscherming van zijn rijk ten zuiden van de Pyreneeën van het protestantisme en van vroegmoderne intellectuele ontwikkelingen. Dit isolement is tot ver in de 20e eeuw merkbaar gebleven.
Filips II werd opgevolgd door zijn 20-jarige zoon Filips III, in wiens bekwaamheid hij geen vertrouwen had. Hij liet hem een dodelijk verarmd Spanje en het immense paleis Escorial nabij Madrid na. Cervantes' beroemde roman Don Quichot wordt wel beschouwd als een uiting van de desillusie die zich meester maakte van zijn meest loyale aanhangers.

## Kwartierstaat (voorouders)
| Keizer Maximiliaan I (1459-1519) | Keizer Maximiliaan I (1459-1519) | Keizer Maximiliaan I (1459-1519) | Keizer Maximiliaan I (1459-1519) | Keizer Maximiliaan I (1459-1519) | Keizer Maximiliaan I (1459-1519) |                                  |                                  | Maria van Bourgondië (1457-1482) | Maria van Bourgondië (1457-1482) | Maria van Bourgondië (1457-1482) | Maria van Bourgondië (1457-1482) | Maria van Bourgondië (1457-1482) | Maria van Bourgondië (1457-1482) |                              |                              | Ferdinand II van Aragon (1452-1516) | Ferdinand II van Aragon (1452-1516) | Ferdinand II van Aragon (1452-1516) | Ferdinand II van Aragon (1452-1516) | Ferdinand II van Aragon (1452-1516) | Ferdinand II van Aragon (1452-1516) |  |  | Isabella I van Castilië (1451-1504) | Isabella I van Castilië (1451-1504) | Isabella I van Castilië (1451-1504) | Isabella I van Castilië (1451-1504) | Isabella I van Castilië (1451-1504) | Isabella I van Castilië (1451-1504) |                                   |                                   | Ferdinand van Viseu (1433-1470)   | Ferdinand van Viseu (1433-1470)   | Ferdinand van Viseu (1433-1470)   | Ferdinand van Viseu (1433-1470)   | Ferdinand van Viseu (1433-1470)    | Ferdinand van Viseu (1433-1470)    |                                    |                                    | Beatrix van Portugal (1430-1506)   | Beatrix van Portugal (1430-1506)   | Beatrix van Portugal (1430-1506) | Beatrix van Portugal (1430-1506) | Beatrix van Portugal (1430-1506) | Beatrix van Portugal (1430-1506) |                             |                             |                             |                             |
| Keizer Maximiliaan I (1459-1519) | Keizer Maximiliaan I (1459-1519) | Keizer Maximiliaan I (1459-1519) | Keizer Maximiliaan I (1459-1519) | Keizer Maximiliaan I (1459-1519) | Keizer Maximiliaan I (1459-1519) |                                  |                                  | Maria van Bourgondië (1457-1482) | Maria van Bourgondië (1457-1482) | Maria van Bourgondië (1457-1482) | Maria van Bourgondië (1457-1482) | Maria van Bourgondië (1457-1482) | Maria van Bourgondië (1457-1482) |                              |                              | Ferdinand II van Aragon (1452-1516) | Ferdinand II van Aragon (1452-1516) | Ferdinand II van Aragon (1452-1516) | Ferdinand II van Aragon (1452-1516) | Ferdinand II van Aragon (1452-1516) | Ferdinand II van Aragon (1452-1516) |  |  | Isabella I van Castilië (1451-1504) | Isabella I van Castilië (1451-1504) | Isabella I van Castilië (1451-1504) | Isabella I van Castilië (1451-1504) | Isabella I van Castilië (1451-1504) | Isabella I van Castilië (1451-1504) |                                   |                                   | Ferdinand van Viseu (1433-1470)   | Ferdinand van Viseu (1433-1470)   | Ferdinand van Viseu (1433-1470)   | Ferdinand van Viseu (1433-1470)   | Ferdinand van Viseu (1433-1470)    | Ferdinand van Viseu (1433-1470)    |                                    |                                    | Beatrix van Portugal (1430-1506)   | Beatrix van Portugal (1430-1506)   | Beatrix van Portugal (1430-1506) | Beatrix van Portugal (1430-1506) | Beatrix van Portugal (1430-1506) | Beatrix van Portugal (1430-1506) |                             |                             |                             |                             |
|                                  |                                  |                                  |                                  |                                  |                                  |                                  |                                  |                                  |                                  |                                  |                                  |                                  |                                  |                              |                              |                                     |                                     |                                     |                                     |                                     |                                     |  |  |                                     |                                     |                                     |                                     |                                     |                                     |                                   |                                   |                                   |                                   |                                   |                                   |                                    |                                    |                                    |                                    |                                    |                                    |                                  |                                  |                                  |                                  |                             |                             |                             |                             |
|                                  |                                  |                                  |                                  |                                  |                                  |                                  |                                  |                                  |                                  |                                  |                                  |                                  |                                  |                              |                              |                                     |                                     |                                     |                                     |                                     |                                     |  |  |                                     |                                     |                                     |                                     |                                     |                                     |                                   |                                   |                                   |                                   |                                   |                                   |                                    |                                    |                                    |                                    |                                    |                                    |                                  |                                  |                                  |                                  |                             |                             |                             |                             |
|                                  |                                  |                                  |                                  | Filips de Schone (1478-1506)     | Filips de Schone (1478-1506)     | Filips de Schone (1478-1506)     | Filips de Schone (1478-1506)     | Filips de Schone (1478-1506)     | Filips de Schone (1478-1506)     |                                  |                                  |                                  |                                  |                              |                              | Johanna van Castilië (1479-1555)    | Johanna van Castilië (1479-1555)    | Johanna van Castilië (1479-1555)    | Johanna van Castilië (1479-1555)    | Johanna van Castilië (1479-1555)    | Johanna van Castilië (1479-1555)    |  |  | Maria van Aragon (1482-1517)        | Maria van Aragon (1482-1517)        | Maria van Aragon (1482-1517)        | Maria van Aragon (1482-1517)        | Maria van Aragon (1482-1517)        | Maria van Aragon (1482-1517)        |                                   |                                   |                                   |                                   |                                   |                                   | Emanuel I van Portugal (1469-1521) | Emanuel I van Portugal (1469-1521) | Emanuel I van Portugal (1469-1521) | Emanuel I van Portugal (1469-1521) | Emanuel I van Portugal (1469-1521) | Emanuel I van Portugal (1469-1521) |                                  |                                  |                                  |                                  |                             |                             |                             |                             |
|                                  |                                  |                                  |                                  | Filips de Schone (1478-1506)     | Filips de Schone (1478-1506)     | Filips de Schone (1478-1506)     | Filips de Schone (1478-1506)     | Filips de Schone (1478-1506)     | Filips de Schone (1478-1506)     |                                  |                                  |                                  |                                  |                              |                              | Johanna van Castilië (1479-1555)    | Johanna van Castilië (1479-1555)    | Johanna van Castilië (1479-1555)    | Johanna van Castilië (1479-1555)    | Johanna van Castilië (1479-1555)    | Johanna van Castilië (1479-1555)    |  |  | Maria van Aragon (1482-1517)        | Maria van Aragon (1482-1517)        | Maria van Aragon (1482-1517)        | Maria van Aragon (1482-1517)        | Maria van Aragon (1482-1517)        | Maria van Aragon (1482-1517)        |                                   |                                   |                                   |                                   |                                   |                                   | Emanuel I van Portugal (1469-1521) | Emanuel I van Portugal (1469-1521) | Emanuel I van Portugal (1469-1521) | Emanuel I van Portugal (1469-1521) | Emanuel I van Portugal (1469-1521) | Emanuel I van Portugal (1469-1521) |                                  |                                  |                                  |                                  |                             |                             |                             |                             |
|                                  |                                  |                                  |                                  |                                  |                                  |                                  |                                  |                                  |                                  | Keizer Karel V (1500-1558)       | Keizer Karel V (1500-1558)       | Keizer Karel V (1500-1558)       | Keizer Karel V (1500-1558)       | Keizer Karel V (1500-1558)   | Keizer Karel V (1500-1558)   |                                     |                                     |                                     |                                     |                                     |                                     |  |  |                                     |                                     |                                     |                                     |                                     |                                     | Isabella van Portugal (1503-1539) | Isabella van Portugal (1503-1539) | Isabella van Portugal (1503-1539) | Isabella van Portugal (1503-1539) | Isabella van Portugal (1503-1539) | Isabella van Portugal (1503-1539) |                                    |                                    |                                    |                                    |                                    |                                    |                                  |                                  |                                  |                                  |                             |                             |                             |                             |
|                                  |                                  |                                  |                                  |                                  |                                  |                                  |                                  |                                  |                                  | Keizer Karel V (1500-1558)       | Keizer Karel V (1500-1558)       | Keizer Karel V (1500-1558)       | Keizer Karel V (1500-1558)       | Keizer Karel V (1500-1558)   | Keizer Karel V (1500-1558)   |                                     |                                     |                                     |                                     |                                     |                                     |  |  |                                     |                                     |                                     |                                     |                                     |                                     | Isabella van Portugal (1503-1539) | Isabella van Portugal (1503-1539) | Isabella van Portugal (1503-1539) | Isabella van Portugal (1503-1539) | Isabella van Portugal (1503-1539) | Isabella van Portugal (1503-1539) |                                    |                                    |                                    |                                    |                                    |                                    |                                  |                                  |                                  |                                  |                             |                             |                             |                             |
|                                  |                                  |                                  |                                  |                                  |                                  |                                  |                                  |                                  |                                  |                                  |                                  |                                  |                                  |                              |                              |                                     |                                     |                                     |                                     |                                     |                                     |  |  |                                     |                                     |                                     |                                     |                                     |                                     |                                   |                                   |                                   |                                   |                                   |                                   |                                    |                                    |                                    |                                    |                                    |                                    |                                  |                                  |                                  |                                  |                             |                             |                             |                             |
|                                  |                                  |                                  |                                  |                                  |                                  |                                  |                                  |                                  |                                  |                                  |                                  |                                  |                                  |                              |                              |                                     |                                     |                                     |                                     |                                     |                                     |  |  |                                     |                                     |                                     |                                     |                                     |                                     |                                   |                                   |                                   |                                   |                                   |                                   |                                    |                                    |                                    |                                    |                                    |                                    |                                  |                                  |                                  |                                  |                             |                             |                             |                             |
|                                  |                                  |                                  |                                  | Filips II van Spanje (1527–1598) | Filips II van Spanje (1527–1598) | Filips II van Spanje (1527–1598) | Filips II van Spanje (1527–1598) | Filips II van Spanje (1527–1598) | Filips II van Spanje (1527–1598) |                                  |                                  |                                  |                                  | Maria van Spanje (1528-1603) | Maria van Spanje (1528-1603) | Maria van Spanje (1528-1603)        | Maria van Spanje (1528-1603)        | Maria van Spanje (1528-1603)        | Maria van Spanje (1528-1603)        |                                     |                                     |  |  | Ferdinand van Spanje (1530–1530)    | Ferdinand van Spanje (1530–1530)    | Ferdinand van Spanje (1530–1530)    | Ferdinand van Spanje (1530–1530)    | Ferdinand van Spanje (1530–1530)    | Ferdinand van Spanje (1530–1530)    |                                   |                                   |                                   |                                   | Johanna van Habsburg (1535-1573)  | Johanna van Habsburg (1535-1573)  | Johanna van Habsburg (1535-1573)   | Johanna van Habsburg (1535-1573)   | Johanna van Habsburg (1535-1573)   | Johanna van Habsburg (1535-1573)   |                                    |                                    |                                  |                                  | Juan van Spanje (1539-1539)      | Juan van Spanje (1539-1539)      | Juan van Spanje (1539-1539) | Juan van Spanje (1539-1539) | Juan van Spanje (1539-1539) | Juan van Spanje (1539-1539) |

## Huwelijken en kinderen
Koning Filips II huwde viermaal en kreeg acht kinderen:
- 1543: prinses Maria Emanuela van Portugal, dochter van koning Johan III van Portugal, een oom van Filips, en Catharina van Habsburg, een tante van Filips.
  - Carlos (8 juli 1545 - 24 juli 1568).
- 1554: koningin Maria I van Engeland, oudste dochter van koning Hendrik VIII van Engeland. Zij kregen geen kinderen.
- 1559: prinses Elisabeth van Frankrijk (Isabel in het Spaans), dochter van koning Hendrik II van Frankrijk en Catharina de' Medici.
  - Isabella (12 augustus 1566 - 1 december 1633), huwde met Albrecht van Oostenrijk.
  - Catharina (10 oktober 1567 - 6 november 1597), huwde met Karel Emanuel I van Savoye.
- 1570: prinses Anna van Oostenrijk, dochter van keizer Maximiliaan II en van Maria van Spanje, Filips' eigen zus.
  - Fernando (4 december 1571 - 18 oktober 1578).
  - Carlos Lorenzo (12 augustus 1573 - 30 juni 1575).
  - Diego Félix (15 augustus 1575 – 21 november 1582).
  - Filips III (3 april 1578 - 31 maart 1621), koning van Spanje na zijn vaders dood.
  - Maria (14 februari 1580 - 5 augustus 1583).

Filips II wilde na de dood van prinses Anna nogmaals trouwen. Zijn adviseurs vreesden dat zijn enige zoon die nog in leven was zou sterven, waardoor de prins zonder opvolger zou achterblijven. Hij dacht eraan te trouwen met de dochter van zijn zus Maria, zijn nicht Margaretha (1567-1633), maar zij smeekte hem non te mogen worden. Filips gaf toe en trouwde niet meer.

## Titels

De Banier van Filips II

- 16 januari 1556 - 13 september 1598: koning van Castilië als Filips II (dit verklaart zijn naam Filips II)
- 16 januari 1556 - 13 september 1598: koning van Aragon als Filips I
- 16 januari 1556 - 13 september 1598: koning van Navarra als Filips I
- 16 januari 1556 - 13 september 1598: koning van Jeruzalem als Filips I (titulair)
- 1554 - 13 september 1598: koning van Napels als Filips I
- 1554 - 13 september 1598: koning van Sicilië als Filips I
- 1554 - 13 september 1598: koning van Sardinië als Filips I
- 1580 - 13 september 1598: koning van Portugal als Filips I
- 10 juni 1556 - 13 september 1598: hertog van Bourgondië als Filips V (hoewel Lodewijk XI, koning van Frankrijk dit gebied had ingenomen toen Karel de Stoute stierf)
- 25 oktober 1555 - 6 mei 1598: hertog van Brabant als Filips IV
- 25 oktober 1555 - 6 mei 1598: hertog van Gelre als Filips IV
- 25 oktober 1555 - 6 mei 1598: hertog van Limburg als Filips IV
- 25 oktober 1555 - 6 mei 1598: hertog van Lothier als Filips II
- 25 oktober 1555 - 6 mei 1598: hertog van Luxemburg als Filips VI
- 25 oktober 1555 - 6 mei 1598: markgraaf van Namen als Filips VII
- 10 juni 1556 - 13 september 1598: graaf van Vrij-Bourgondië (Franche-Comté) als Filips VII
- 25 oktober 1555 - 6 mei 1598: graaf van Artesië als Filips IV
- 25 oktober 1555 - 6 mei 1598: graaf van Charolais als Filips V
- 25 oktober 1555 - 6 mei 1598: graaf van Vlaanderen als Filips V
- 25 oktober 1555 - 6 mei 1598: graaf van Henegouwen als Filips III
- 25 oktober 1555 - 6 mei 1598: graaf van Holland als Filips III
- 25 oktober 1555 - 6 mei 1598: graaf van Zeeland als Filips II
- 25 oktober 1555 - 6 mei 1598: graaf van Zutphen als Filips II
- 25 oktober 1555 - 6 mei 1598: graaf van Drenthe als Filips I
- 25 oktober 1555 - 6 mei 1598: heer van Friesland als Filips I
- 25 oktober 1555 - 6 mei 1598: heer van Doornik en het Doornikse
- 25 oktober 1555 - 6 mei 1598: heer van Utrecht als Filips I
- 25 oktober 1555 - 6 mei 1598: heer van Overijssel, Wedde en Westwoldingerland als Filips I
- 25 oktober 1555 - 6 mei 1598: heer van Groningen als Filips I

## Lijfspreuk Filips II
De lijfspreuk van Filips II was DOMINVS MIHI ADIVTOR. Dat betekent De Heer is mijn helper. Deze lijfspreuk is terug te vinden op oude munten, ook op het glas-in-loodraam van de Grote of Sint-Janskerk (Gouda), het zogeheten Koningsglas. Dit raam werd vervaardigd door Dirck Crabeth in 1557 en is geschonken door Filips II en Mary Tudor.
Zijn kernspreuk was "Nec spe, nec metu". Dit betekent "Noch door hoop, noch door vrees". Dit is terug te vinden op het belfort te Aalst, naar aanleiding van de eedaflegging en Blijde Intrede van Filips II op 8 september 1555.